# Transformacja Z

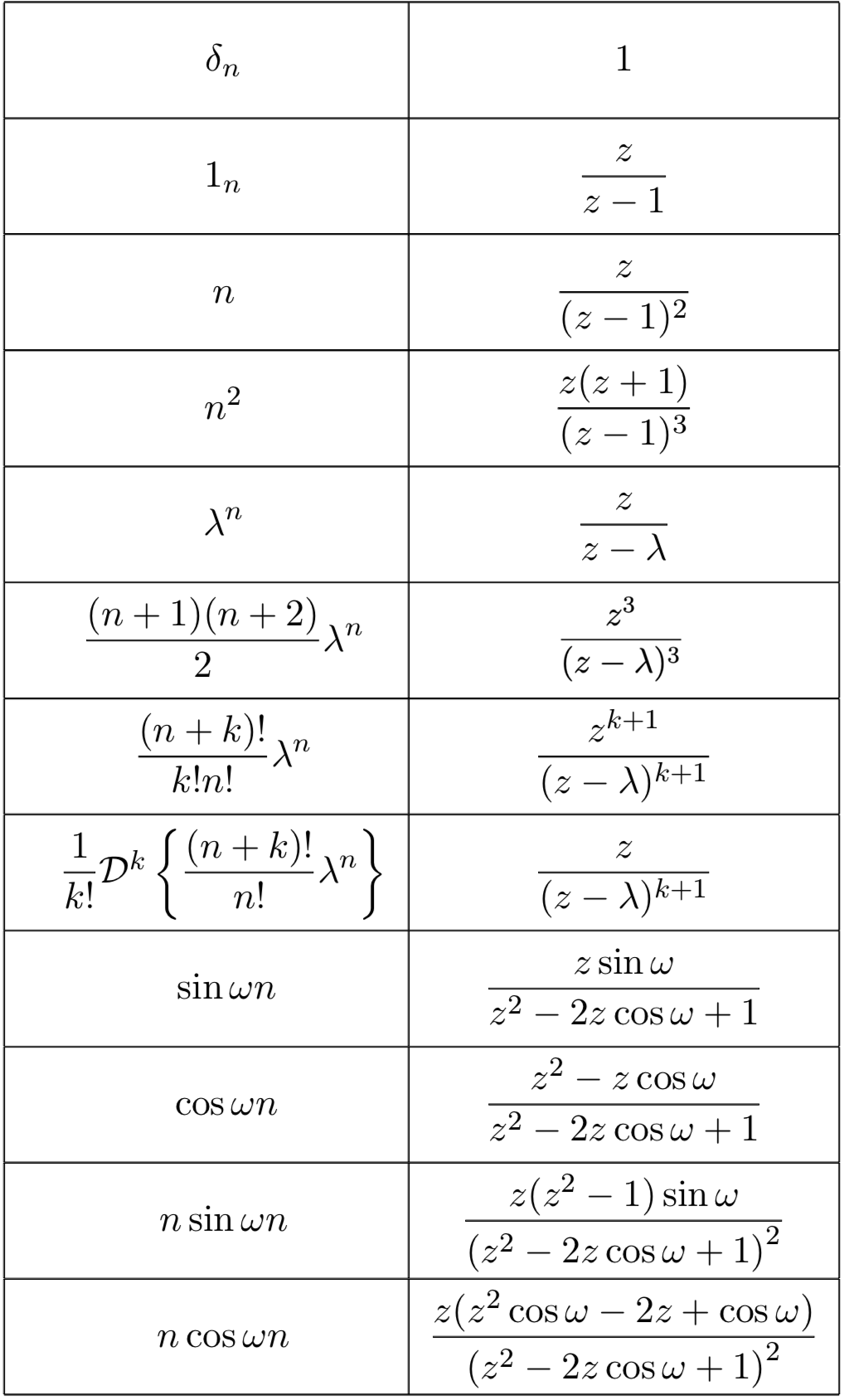
Tabela podstawowych transformacji Z.

Transformata Z, transformata Laurenta – jest odpowiednikiem transformaty Laplace’a stosowanym do opisu i analizy układów dyskretnych.

## Rys historyczny
Zasadnicza idea transformaty znanej dziś jako transformata Z była znana jeszcze przez Pierre Simon de Laplace’a. W 1947 roku transformatę wprowadził ponownie Witold Hurewicz jako dogodną metodę rozwiązywania liniowych równań różniczkowych o stałych współczynnikach. W 1952 roku John Ragazzini i Lotfi Zadeh pracując z zagadnieniami układów dyskretnych w zespole na Columbia University nadali jej nazwę transformaty Z.
Nazwa tej transformaty może pochodzić od litery „z” jako dyskretnej wersji litery „s”, często używanej jako zmienna niezależna w transformacie Laplace’a, co wydaje się zasadne, jako że transformata Z jest w istocie dyskretną wersją transformaty Laplace’a. Inne możliwe pochodzenie to litery „z” w nazwiskach badaczy (Ragazzini, Zadeh), którzy opublikowali fundamentalny artykuł na jej temat. Tym niemniej nazwa odbiega od powszechnie przyjętej konwencji praktykowanej w świecie nauki, by do metod lub twierdzeń stosować nazwy związane z ich pierwszymi badaczami (na przykład transformata Fouriera, transformata Laplace’a, transformata Hartleya itp.).
Nieco później E. I. Jury wprowadził i spopularyzował zmodyfikowaną transformatę Z.
Idea zawarta w transformacie Z w literaturze matematycznej znana jest jako metoda funkcji tworzących, którą to datuje się na rok 1730, kiedy to została wprowadzona przez Abrahama de Moivre’a w powiązaniu z teorią prawdopodobieństwa. Z matematycznego punktu widzenia transformatę Z można także traktować jako szereg Laurenta, gdzie występuje szereg liczb jako rozwinięcie (Laurenta) funkcji analitycznej.

## Definicja
Transformatą Z dyskretnej (impulsowej) funkcji czasu {\displaystyle f^{*}(t)} jest nazywana funkcja:
{\displaystyle Z[f^{*}(t)]=Z[f(kT)]=F(z)}
określona wzorem:
{\displaystyle F(z)=\sum _{k=-\infty }^{\infty }f(kT)z^{-k},}
gdzie: {\displaystyle F(z)} – transformata oryginału; {\displaystyle f(kT)} – oryginał dyskretny; {\displaystyle k=1,2,\dots }
Transformaty Z istnieją dla funkcji dyskretnych, które nie rosną szybciej niż funkcja wykładnicza; np. dla funkcji {\displaystyle f(k)=k!} lub {\displaystyle f(k)=e^{ak^{2}}(a>0)} nie istnieją transformaty Z, ponieważ nie spełniają one powyższego warunku.

## Własności

### Liniowość
{\displaystyle Z[af_{1}(kT)+bf_{2}(kT)]=aF_{1}(z)+bF_{2}(z).}

### Przesunięcie w dziedzinie czasu
{\displaystyle Z[f(kT+mT)\cdot H(kT)]=z^{m}\left[F(z)-\sum _{n=0}^{m-1}f(nT)z^{-n}\right],}
gdzie {\displaystyle m} – dowolna dodatnia liczba całkowita; {\displaystyle H(kT)} – funkcja skokowa.

### Transformata sumy
{\displaystyle Z\left[g(kT)\right]=Z\left[\ \sum _{n=-\infty }^{k}\ f(nT)\right]={\frac {z}{z-1}}F(z).}

### Transformata różnicy
{\displaystyle Z[f((k+1)T)-f(kT)]=(z-1)F(z)-zf(0).}

### Splot
{\displaystyle Z[f_{1}(n)*f_{2}(n)]=Z[f_{1}(0)\cdot f_{2}(n)+\ldots +f_{1}(k)\cdot f_{2}(n-k)+\ldots +f_{1}(n)\cdot f_{2}(0)]=F_{1}(z)\cdot F_{2}(z).}

### Twierdzenie o wartości początkowej
{\displaystyle \lim _{k\to 0^{+}}f(kT)=\lim _{z\to \infty }F(z).}

### Twierdzenie o wartości końcowej
Jeśli istnieje granica, {\displaystyle \lim _{k\to \infty }f(kT),} to ma ona wartość:
{\displaystyle f_{\infty }=\lim _{z\to 1}{\frac {z-1}{z}}F(z).}

## Tabela transformat
W poniższej tabeli przyjęto, że:
- {\displaystyle u(n)={\begin{cases}1,&n\geqslant 0\\0,&n<0\end{cases}},}
- {\displaystyle \delta (n)={\begin{cases}1,&n=0\\0,&n\neq 0\end{cases}}.}

| Lp. | {\displaystyle x(n)}                        | transformata Z, {\displaystyle X(z)}                                                          | obszar zbieżności                 |
| --- | ------------------------------------------- | --------------------------------------------------------------------------------------------- | --------------------------------- |
| 1   | {\displaystyle \delta (n)}                  | {\displaystyle 1}                                                                             | {\displaystyle z\in \mathbb {R} } |
| 2   | {\displaystyle u(n)}                        | {\displaystyle {\frac {1}{1-z^{-1}}}}                                                         | {\displaystyle \|z\|>1}           |
| 3   | {\displaystyle a^{n}u(n)}                   | {\displaystyle {\frac {1}{1-az^{-1}}}}                                                        | {\displaystyle \|z\|>\|a\|}       |
| 4   | {\displaystyle na^{n}u(n)}                  | {\displaystyle {\frac {az^{-1}}{(1-az^{-1})^{2}}}}                                            | {\displaystyle \|z\|>\|a\|}       |
| 5   | {\displaystyle -a^{n}u(-n-1)}               | {\displaystyle {\frac {1}{1-az^{-1}}}}                                                        | {\displaystyle \|z\|<\|a\|}       |
| 6   | {\displaystyle -na^{n}u(-n-1)}              | {\displaystyle {\frac {az^{-1}}{(1-az^{-1})^{2}}}}                                            | {\displaystyle \|z\|<\|a\|}       |
| 7   | {\displaystyle \cos(\omega _{0}n)u(n)}      | {\displaystyle {\frac {1-z^{-1}\cos(\omega _{0})}{1-2z^{-1}\cos(\omega _{0})+z^{-2}}}}        | {\displaystyle \|z\|>1}           |
| 8   | {\displaystyle \sin(\omega _{0}n)u(n)}      | {\displaystyle {\frac {z^{-1}\sin(\omega _{0})}{1-2z^{-1}\cos(\omega _{0})+z^{-2}}}}          | {\displaystyle \|z\|>1}           |
| 9   | {\displaystyle a^{n}\cos(\omega _{0}n)u(n)} | {\displaystyle {\frac {1-az^{-1}\cos(\omega _{0})}{1-2az^{-1}\cos(\omega _{0})+a^{2}z^{-2}}}} | {\displaystyle \|z\|>\|a\|}       |
| 10  | {\displaystyle a^{n}\sin(\omega _{0}n)u(n)} | {\displaystyle {\frac {az^{-1}\sin(\omega _{0})}{1-2az^{-1}\cos(\omega _{0})+a^{2}z^{-2}}}}   | {\displaystyle \|z\|>\|a\|}       |

## Przykłady

### Przykład 1
Wyprowadź wzór na transformatę delty Kroneckera, {\displaystyle \delta (n).}
Rozwiązanie
Dla przypomnienia, delta Kroneckera zdefiniowana jest następująco:
{\displaystyle \delta (n)={\begin{cases}1,&n=0\\0,&n\neq 0\end{cases}}.}
Korzystając z definicji otrzymujemy:
{\displaystyle Z[\delta (n)]=\ldots +0\cdot z^{2}+0\cdot z^{1}+1\cdot z^{0}+0\cdot z^{-1}+0\cdot z^{-2}+\dots ,}
stąd:
{\displaystyle Z[\delta (n)]=1.}

### Przykład 2
Wyprowadź wzór na transformatę ciągu {\displaystyle x(n)} zdefiniowanego następująco:
{\displaystyle x(n)={\begin{cases}{\frac {1}{2^{n}}},&{\text{dla }}n\geqslant 0\\0,&{\text{dla }}n<0\end{cases}}.}
Rozwiązanie
Zauważmy, że ciąg {\displaystyle x(n)} można zapisać za pomocą następującego zwartego wzoru:
{\displaystyle x(n)=u(n)\left({\frac {1}{2}}\right)^{n}.}
Zatem:
{\displaystyle Z[x(n)]=\ldots +0\cdot z^{2}+0\cdot z^{1}+1\cdot z^{0}+{\frac {1}{2}}\cdot z^{-1}+{\frac {1}{4}}\cdot z^{-2}+{\frac {1}{8}}\cdot z^{-3}+\ldots }
{\displaystyle Z[x(n)]=\sum \limits _{n=0}^{\infty }\left({\frac {1}{2}}z^{-1}\right)^{n}.}
Po prawej stronie rozpoznajemy szereg geometryczny z ilorazem {\displaystyle q={\tfrac {1}{2}}z^{-1}.} Szereg jest zbieżny gdy {\displaystyle |q|<1} co oznacza, że:
{\displaystyle |z|>{\frac {1}{2}}.}
Powyższa nierówność, nazywana jest obszarem zbieżności lub obszarem istnienia transformaty. Na płaszczyźnie zespolonej {\displaystyle z,} nierówność {\displaystyle |z|>{\tfrac {1}{2}}} jest obszarem na zewnątrz koła o promieniu {\displaystyle {\tfrac {1}{2}}.} Gdy {\displaystyle |z|>{\tfrac {1}{2}},} transformata istnieje (tj. rozważany wcześniej szereg jest zbieżny) i jest równa:
{\displaystyle Z[x(n)]={\frac {1}{1-q}}={\frac {1}{1-{\frac {1}{2}}z^{-1}}}={\frac {z}{z-{\frac {1}{2}}}}.}

### Przykład 3
Wyprowadź wzór na transformatę ciągu {\displaystyle x(n)=u(n)a^{n}.}
Rozwiązanie
Mając na uwadze poprzedni przykład możemy napisać:
{\displaystyle Z[x(n)]=\sum \limits _{n=0}^{\infty }a^{n}z^{-n}=\sum \limits _{n=0}^{\infty }\left(az^{-1}\right)^{n}.}
Ciąg powyższy ma skończoną sumę gdy:
{\displaystyle \left|az^{-1}\right|<1\implies |z|>|a|.}
Powyższa nierówność jest obszarem zbieżności lub istnienia transformaty. Na płaszczyźnie zespolonej {\displaystyle z,} nierówność {\displaystyle |z|>|a|} jest obszarem na zewnątrz koła o promieniu {\displaystyle |a|.} Gdy {\displaystyle |z|>|a|,} transformata istnieje i jest równa:
{\displaystyle Z[x(n)]={\frac {1}{1-az^{-1}}}={\frac {z}{z-a}}.}

### Przykład 4
Wyprowadzić wzór na transformatę skoku jednostkowego {\displaystyle u(n).}
Rozwiązanie
Korzystając z wyniku wyprowadzonego w poprzednim przykładzie, zauważamy, że:
{\displaystyle u(n)=a^{n}u(n),} gdzie {\displaystyle a=1,}
stąd:
{\displaystyle Z[u(n)]={\frac {z}{z-1}}.}
Obszar zbieżności jest opisany nierównością {\displaystyle |z|>1.}

## Powiązanie z transformatą Fouriera
Transformata Z stanowi uogólnienie dyskretnej transformaty Fouriera. Dyskretna transformata Fouriera może być określona przez określenie wartości transformaty Z
{\displaystyle X(z)} dla {\displaystyle z=e^{j\omega }}
lub innymi słowy określenie jej wartości na okręgu jednostkowym. Aby określić charakterystykę częstotliwościową układu, wartość transformaty Z musi być określona na okręgu jednostkowym, co oznacza, że obszar zbieżności układu musi zawierać okrąg jednostkowy. W przeciwnym przypadku dyskretna transformata Fouriera nie istnieje.